# Montechiarugolo
Montechiarugolo (en dialecte parmesan Monc’rùggol) est une commune de la province de Parme, dans la région Émilie-Romagne, en Italie.

## Géographie
La commune de Montechiarugolo est située en Émilie entre la chaîne des Apennins et la plaine du Pô. La commune est bordée par la rivière Enza qui constitue une frontière naturelle. Le chef-lieu se situe à 128 mètres d'altitude. La commune est traversée par le canal de la Spelta (de l'épeautre) qui alimentait les moulins hydrauliques.

## Toponymie
Datant de 1187, le premier toponyme est Monticulus Rivolus, en 1230, on parle de Mons Clerevulus puis en 1299 de Monteceretulus, Monteclarugulus pour se transformer en Monsclariculus en 1602. Du patois du lieu, le toponyme pourrait provenir de monc et de rugghel qui respectivement est un mont et rugghel de lugghel en latin luculus soit un bosquet.

## Histoire

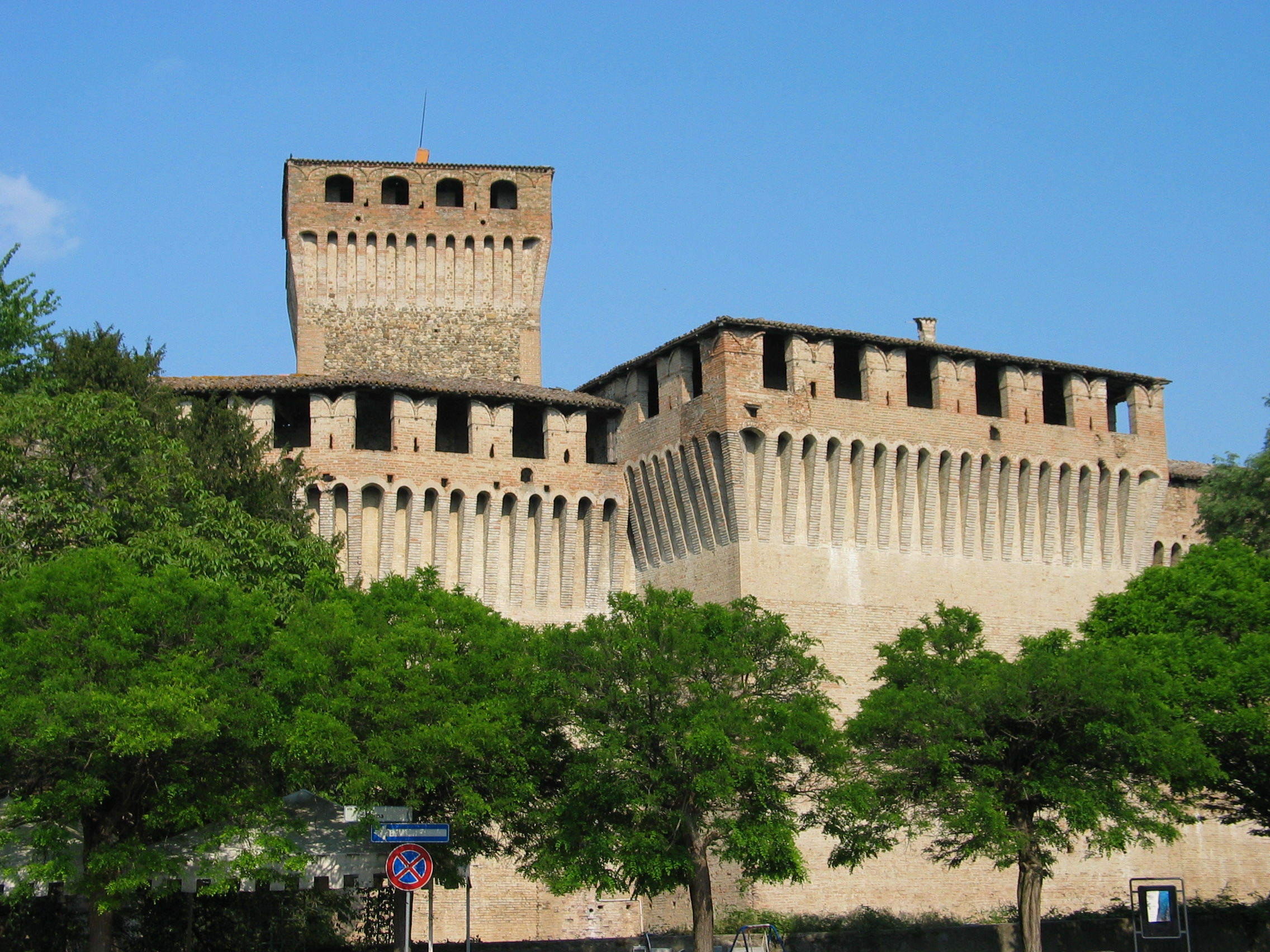
Le château vu du village.

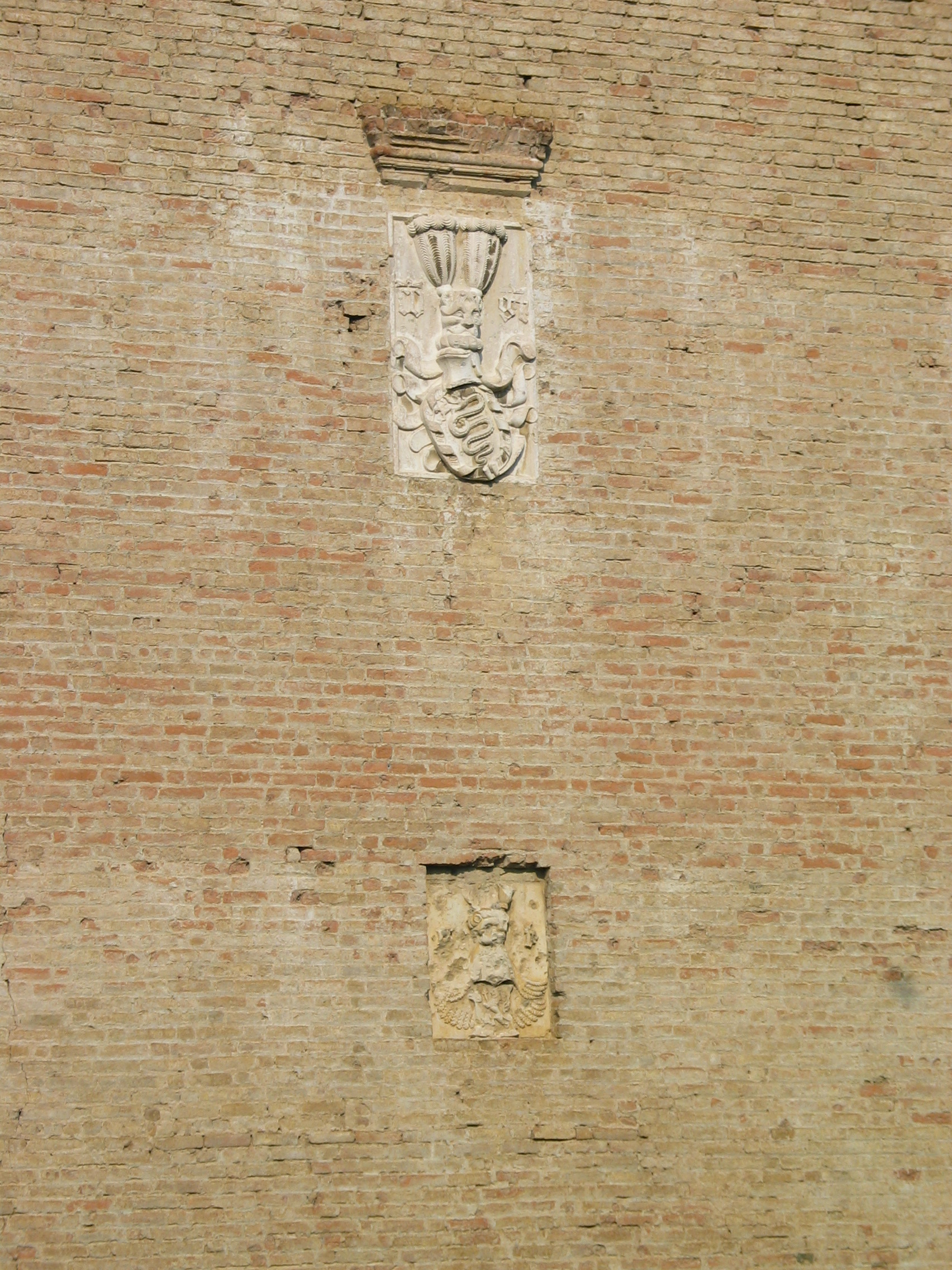
Le fronton du château avec les armoiries des Torelli. En haut, celles de Guido Torelli comprenant ses initiales, la couleuvre viscontienne octroyée par Philippe Marie Visconti en 1428 et le lion aragonais de Jeanne II de Naples.

Bien que l'altitude soit modeste, la position est stratégique parce qu'elle permet le contrôle de la  vallée de l'Enza, c'est ce qui explique la construction du château qui domine par sa structure le chef lieu.
Les ancêtres de la famille Sanvitale ont été seigneurs de Montechiarugolo : le dernier d'entre eux est Giovannino, qui, s'étant montré déloyal à la commune de Parme, est attaqué par Gilberto da Correggio, et il se rend le 13 octobre 1313. La tour et les habitations, à l'exception de l'église,  sont réduites en cendres.
En 1406, Guido Torelli devient seigneur de Montechiarugolo et de Guastalla par la volonté de Jean Marie Visconti. C'est à cette époque que le château prend l'aspect qu'il conserve jusqu'à ce jour. Sa structure s'appuie sur les restes de la première fortification qui date du XIIe siècle, son extension ayant été très probablement réalisée par un architecte militaire lombard.
Les Torelli gardent le titre de comte de Montechiarugolo jusqu'au XVIIe siècle période à laquelle Pio Torelli s'associe à une conjuration de seigneurs contre leur maitre Ranuce Ier Farnèse, duc de Parme. Reconnu coupable, Pio Torelli est exécuté le 19 mai 1612 à Parme.
Le château est alors occupé par une garnison car la commune constitue aussi la frontière avec l'état voisin, le duché d'Este de Modène. Le 29 juin 1734, le Prince Frédéric-Louis de Wurtemberg  se réfugie dans le  château après la défaite lors de la bataille de San Pietro, c'est du château qu'il écrit son rapport de la bataille à l'empereur d'Autriche.
Le 20 mars 1806, Hugues Nardon, préfet émet le décret qui instaure le département du Taro et de ses 13 communes dont celle de Montechiarugolo. Jusqu'à cette période, Montechiarugolo dispose d'un poste de douane, l'Enza constituant la frontière naturelle avec l'état voisin et une poudrerie d'état qui produit 12 à 13 tonnes de poudre.
En 1874, le maire Giovanni Mariotti fait détruire le mur d'enceinte du bourg. Le 22 août 1901, une grève des travailleurs agricoles débute, soutenue par le mouvement socialiste de Parme face à l'association agraire, représentant les propriétaires. Le 13 septembre, La grève se solde par la défaite des travailleurs agricoles.
Dès 1940, le château de Montechiarugolo devient un camp de concentration des ressortissants anglais, français et yougoslaves qui étaient présents sur le territoire italien lors de la déclaration de la guerre. Avec la constitution de la république sociale italienne, un nouveau camp de concentration est créé à Monticelli Terme, les prisonniers sont déportés à Auschwitz et Birkenau. Ces camps emprisonnèrent en moyenne une cinquantaine de personnes.

## Administration
| Période                                  | Période  | Identité                    | Étiquette | Qualité |
| ---------------------------------------- | -------- | --------------------------- | --------- | ------- |
| 1806                                     | 1816     | Tommaso Borra               |           |         |
| 1816                                     | 1830     | Luigi Salvini               |           |         |
| 1830                                     | 1834     | Alfonso Cavagnari           |           |         |
| 1834                                     | 1835     | Francesco Fontana           |           |         |
| 1835                                     | 1846     | Carlo Piazza                |           |         |
| 1846                                     | 1852     | Gaetano Pedretti            |           |         |
| 1853                                     | 1856     | Andrea Dr. Borri            |           |         |
| 1856                                     | 1859     | Antonio Dr. Panerari        |           |         |
| 1859                                     | 1860     | Gaetano Pedretti            |           |         |
| 1860                                     | 1863     | Giuseppe Mariotti           |           |         |
| 1863                                     | 1866     | Attilio Mistrali            |           |         |
| 1866                                     | 1873     | Ferdinando Bardiani         |           |         |
| 1873                                     | 1874     | Ferdinando Rizzardi         |           |         |
| 1874                                     | 1875     | Giovanni Dr. Mariotti       |           |         |
| 1875                                     | 1877     | Savino Dr. Lagorio          |           |         |
| 1877                                     | 1880     | Federico C.llo Scoffiero    |           |         |
| 1880                                     | 1887     | Cesare Dr. Campagna Borra   |           |         |
| 1887                                     | 1893     | Emilio Dr. Bocchia          |           |         |
| 1893                                     | 1899     | Italo Carpi                 |           |         |
| 1899                                     | 1899     | Lorenzo Geom. Casali        |           |         |
| 1899                                     | 1900     | Alfonso Dr. Fornaca         |           |         |
| 1900                                     | 1902     | Francesco Ing. Comm. Vecchi |           |         |
| 1902                                     | 1903     | Vincenzo Ing. Mistrali      |           |         |
| 1903                                     | 1904     | Medrado Garsi               |           |         |
| 1904                                     | 1914     | Antonio Ing. Marchi         |           |         |
| 1914                                     | 1922     | Ludovico Giuffredi          |           |         |
| 1922                                     | 1923     | Aldo C.llo Iung C.P.        |           |         |
| 1923                                     | 1934     | Ugo Mutti                   |           |         |
| 1934                                     | 1936     | Luigi Rag. Garsi            |           |         |
| 1936                                     | 1938     | Fedele Dr. Marzullo C.P.    |           |         |
| 1938                                     | 1943     | Paride Cav. Conforti        |           |         |
| 1943                                     | 1943     | Giovanni Dr. Casalini C.P.  |           |         |
| 1943                                     | 1945     | Paride Cav. Conforti        |           |         |
| 1945                                     | 1945     | Demetrio Guareschi          |           |         |
| 1945                                     | 1951     | Giovanni Marmiroli          |           |         |
| 1951                                     | 1970     | Sergio Amoretti             |           |         |
| 1970                                     | 1980     | Francesco Friggeri          |           |         |
| 1980                                     |          | Giampietro Carboni          |           |         |
| 14 juin 2004                             | 2009     | Fabrizio Bolzoni            |           |         |
| 7 juin 2009                              | En cours | Luigi Buriola               |           |         |
| Les données manquantes sont à compléter. |          |                             |           |         |

### Hameaux
Les gros hameaux, plusieurs centaines d'habitations :
- Basilicagoiano, en dialecte parmesan Besgagoià, l'origine du toponyme est incertaine, elle peut dériver du celtique Besegovium qui signifierait le canal irrésistible ou du vocabulaire médiéval parmesan Bisca soit auberge issu d'un mot d'origine allemande besghe. Le surnom du bourg très ancien qui est largement diffusé est La Villa. Il existe trois propriétés du XVIIIe siècle : Villa Borri, Villa Candian et Villa Roncaroni-Binachi ;
- Basilicanova, en dialecte parmesan Besganova, l'origine du toponyme est aussi incertaine et aurait la même racine que Basilicagoiano ou bien le village aurait pris le nom d'une église basilica nova construite en 921 et aujourd'hui disparue. Basilicanova appartenait aux Rossi de Parme qui firent construire un château détruit au XVIe siècle. Le fief passa aux Sforza, apparenté au pape Paul III ;
- Tortiano, en dialecte parmesan Tortian, en d'autres temps appelé Torizàn: ce bourg fut le siège d'un château au Xe siècle En 969, le comte Igone obtient la confirmation de son usage par Ottone I, mais la fonction défensive du château se perd au cours du temps en raison de la proximité du château de Montechiarugolo beaucoup plus puissant. Dans le bourg, il existe une église du XVIIe siècle et la Villa Meli Lupi de style néoclassique ;
- Monticelli Terme : le bourg existe depuis le Moyen Âge. Des témoignages indiquent un château abritant des troupes qui tentaient d'occuper la province voisine de Reggio. Ce château fut probablement détruit en 1400 à la suite de combats entre les familles Rossi et Da Correggio. Plus tard, Monticelli fut intégré dans le comté de Montechiarugolo. En 1924, Italo Borrini (1876-1955), propriétaire et agriculteur,  découvrit en creusant un forage à la recherche d'eau, de l'eau sulfureuse. Il transforma le champ en station thermale qu'il inaugura en mai 1927 et il participa à l'aménagement du bourg. Monticelli reçut des hôtes prestigieux parmi lesquels Gabriele D'Annunzio en 1930. C'est le bourg le plus peuplé d'où sa requête, à plusieurs reprises, de devenir le chef lieu.

Les petits hameaux, plusieurs maisons regroupées autour d'un lieu-dit : Cantone di Pariano, Convento, Fornace Vecchia,  Lovetta, Malcantone, Masdone, Monte, Pecorile, Piazza, Piazzola, San Geminiano, Santa Felicola, Scornavacca, Torretta,  Tre Fiumi, Tripoli, La Fratta.

### Communes limitrophes
Montecchio Emilia, Parme, San Polo d'Enza, Sant'Ilario d'Enza, Traversetolo.

## Publications
- (it) Vittorio Barbieri, I Torelli, Montecchio, l'Olmo, 1998, 220 p.
- (it) Franco Fiorini, All'ombra di un castello : Montechiarugolo attraverso i secoli, Parme, Grafiche  Step Editrice, 1993, 171 p.
- Tra chiuse mura - Deportazione e campi di concentramento nella provincia di Parma 1940-1945 de Marco Minardi.
- Al pont äd mez Périodique social de la Famija Pramzana, édition 1987, Arnaldo Barilli.